# Sporophila frontalis
Sporophila frontalis là một loài chim trong họ Thraupidae.